# Особняк Абрагама Коопа
Особняк Абрагама Коопа (укр. Особняк Абрагама Коопа) — здание в Коммунарском районе Запорожья по улице Сергея Серикова, 28. Объект культурного наследия местного значения. Декорированный множеством архитектурных элементов особняк был построен для меннонитского промышленника Абрагама Коопа в начале XX века. Во время голода 1921-1923 годов в доме находилось представительство общества «American Mennonite Relief», которое помогало продуктами и вещами бедствующим людям. В 1966 году была проведена частичная реконструкция и перепланировка особняка; теперь в нём — областной противотуберкулёзный диспансер.

## Описание
Особняк был построен для меннонитского предпринимателя Абрагама Абрагамовича Коопа в начале XX века в северной части колонии Шёнвизе недалеко от мельницы Нибура на улице Дачной. Позже улица была переименована в Комсомольскую, а с 2016 года носит имя Сергея Серикова. Абрагам Кооп являлся основным владельцем фамильного бизнеса и сыном его основателя Абрагама Якоба (Абрагама Яковлевича) Коопа. Дата постройки неизвестна — называются 1900 и 1907 годы. Хотя первоначально меннонитам были характерны строгость и минимализм быта, к моменту постройки разбогатевшие представители меннонитских династий (Леппы, Коопы, Вальманы) уже отошли от старых традиций и стали сооружать роскошные особняки с использованием технических новинок (таких, как электричество, телефон).
Здание состоит из двух объёмов — западного и восточного с подвалами под всей постройкой. Западный объём — двухэтажный, с расположенной в крыле высокой палаточной крыши и трёхэтажным выступом в центре. Восточный — двухэтажный, удлинённый с севера на юг. Общая площадь здания — 619 м². Планировочная структура — коридорно-секционного типа. В оформлении использованы многочисленные декоративные элементы на главных фасадах — треугольные оконные сандрики на консолях, развитый антаблемента, обелиски в разорванных сандриками фронтонах, замковые камни над окнами и люкарнами, профилированные лизены.
Главными акцентами объёмов выступают кровельное навершие углового ризалита восточного объёма и треугольный фронтон центрального ризалита. Нижний этаж отчерчен от верхних ярусов широкой профилированной тягой и отделён линейной рустовкой. На верхних этажах важную роль в оформлении фасадов выполняет фактура материала — силикатный кирпич. Есть балкон с ажурной решёткой и коронка над палаточной крышей углового ризалита.
Интерьеры подверглись частичной перепланировке. Первоначальные элементы оформления практически не сохранились, среди аутентичных элементов остались лишь балюстрада лестницы и металлические лестницы в подвал.
Архитектурный стиль особняка дворцового типа эклектичен. В нём усматриваются элементы неоренессанса, необарокко. Форма перил лестницы демонстрирует влияние модерна (югендстиля) в их дизайне.
Противотуберкулёзный диспансер № 1 является коммунальным учреждением Запорожского областного совета. Как памятник культурного наследия здание не подлежит приватизации.